# Monomorfismo (teoria das categorias)

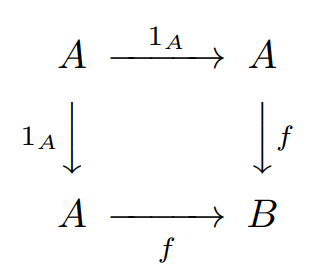
Exemplo de um monomorfismo

Um monomorfismo (ou mono), no contexto de teoria das categorias, é uma generalização do conceito de função injetiva. Uma seta {\displaystyle h:a\rightarrow b} numa categoria {\displaystyle C} é um monomorfismo se e somente se {\displaystyle h\circ g=h\circ f} implica {\displaystyle g=f} sempre que {\displaystyle g,f:c\to a} são setas e {\displaystyle c} é objeto de {\displaystyle C}. Ou seja, uma seta é mono se ela pode ser cancelada à esquerda de uma composição.
A noção dual a monomorfismo é epimorfismo.

## Exemplos
- Na categoria dos conjuntos, dos espaços topológicos (e funções contínuas), dos grupos (e homomorfismos de grupos), monomorfismos são exatamente os mapeamentos injetivos.[1][2]
- Na categoria de grupos abelianos divisíveis (isto é, um grupo abeliano G satisfazendo G = n ⋅ G para cada n inteiro positivo), a projeção ℚ → ℚ/ℤ é um monomorfismo que não é injetivo.[3]

## Seção
Se g ∘ f = 1c para algumas setas f : c → d e g : d → c, f é chamada inversa à direita ou seção e g é chamada inversa à esquerda ou retração. Toda seção é monomorfismo e toda retração é epimorfismo.
Eis alguns exemplos:
- Na categoria dos conjuntos, se A ≠ ∅, uma função f : A → B é uma seção precisamente quando é injetiva.[4]
- Na categoria dos módulos sobre um anel R, um homomorfismo φ : M → N é uma seção precisamente quando há sequência exata{\displaystyle 0\rightarrow M{\xrightarrow {\phi }}N{\xrightarrow {a\mapsto a+\operatorname {im} \phi }}\operatorname {conuc} \phi \rightarrow 0}que cinde, isto é, quando há diagrama comutativo{\displaystyle {\begin{array}{c l c l c l c l c}0&\rightarrow &M&{\xrightarrow {\phi }}&N&\rightarrow &\operatorname {conuc} \phi &\rightarrow &0\\&&\downarrow &&\downarrow &&\downarrow &&\\0&\rightarrow &M'_{1}&\rightarrow &M'_{1}\oplus M'_{2}&\rightarrow &M'_{2}&\rightarrow &0\end{array}}}no qual a setas verticais são isomorfismos, e as duas setas na linha de baixo são definidas por a ↦ (a, 0) e (a, b) ↦ b. (O módulo N "cinde-se" em M e o conúcleo de φ.) Por isso, seções são também chamadas de monomorfismos que cindem.[5]

## Subobjetos
Dados monomorfismos {\displaystyle u:s\to a,\,v:t\to a} de mesmo contradomínio, escreve-se {\displaystyle u\leq v} quando {\displaystyle u=v\circ u'} para alguma {\displaystyle u':s\to t}; escreve-se {\displaystyle u\equiv v} quando {\displaystyle u\leq v} e {\displaystyle v\leq u}. Então, {\displaystyle \equiv } é relação de equivalência no conjunto dos monomorfismos de contradomínio {\displaystyle a}, e cada classe de equivalência associada é chamada um subobjeto de {\displaystyle a}.
Na categoria dos conjuntos e na dos grupos, por exemplo, subobojetos correspondem biunivocamente a subconjuntos e subgrupos, respectivamente.
Dada uma família {\displaystyle \{u_{i}:s_{i}\to a\}_{i\in I}} de subobjetos de {\displaystyle a} (aqui, usa-se a mesma notação para um subobjeto e um monomorfismo representante), o ínfimo de {\displaystyle A} (se existe) é exatamente o produto fibrado (ou pullback) dos {\displaystyle \{u_{i}:s_{i}\to a\}_{i\in I}}.